# Bugilliesia margaretae
Bugilliesia margaretae is een haft uit de familie Baetidae. De wetenschappelijke naam van de soort is voor het eerst geldig gepubliceerd in 2009 door Gattolliat & Barber-James.
De soort komt voor in het Afrotropisch gebied.